# Coptis teeta
Coptis teeta, còn có các tên tiếng Việt như vàng đắng, hoàng liên, hoàng liên Vân Nam, hoàng đằng, là một loài thực vật thuộc chi Hoàng liên, là loài bản địa Trung Quốc. Cần lưu ý là một số loài trong chi Fibraurea thuộc họ Tiết dê (Menispermaceae) cùng bộ Mao lương cũng có tên gọi là hoàng đằng hay nam hoàng liên. Tên gọi hoàng đằng còn là tên gọi của một họ thực vật khác là Gelsemiaceae thuộc bộ Long đởm (Gentianales).